# Dragan Stojković
Dragan Stojković (Servisch: Драган Стојковић) (Niš, 3 maart 1965) is een Servisch voormalig voetballer en huidig voetbaltrainer.

## Clubcarrière
Stojković speelde tussen 1981 en 2001 voor FK Radnički Niš, Rode Ster Belgrado, Olympique Marseille, Hellas Verona FC en Nagoya Grampus Eight. Met Olympique Marseille veroverde hij in 1993 de UEFA Champions League.

## Interlandcarrière
Stojković debuteerde op 12 november 1983 op zijn achttiende in het nationale elftal van Joegoslavië in een oefeninterland tegen Frankrijk, die eindigde in een 0-0 gelijkspel. Hij speelde 84 interlands waarin hij 15 keer scoorde.

## Bestuurscarrière
Na zijn professionele loopbaan als voetballer in 2001 werd Stojković benoemd als voorzitter van de Joegoslavische voetbalbond (FSJ). In die periode werd hij ook voor een termijn van acht jaar gekozen als lid van de technische commissie van de UEFA en als lid van de voetbalcommissie van de FIFA.
In juli 2005 werd Stojković benoemd als voorzitter van zijn oude club Rode Ster Belgrado. Deze functie bekleedde hij tot oktober 2007.

## Trainerscarrière
Van januari 2008 tot en met december 2013 was Stojković hoofdtrainer van Nagoya Grampus Eight. In augustus 2015 werd hij hoofdtrainer van Guangzhou R&F, waar hij in januari 2020 werd opgevolgd door Giovanni van Bronckhorst. Op 3 maart 2021 werd hij benoemd tot bondscoach van Servië.

## Erelijst
Als speler
| Competitie            |                    |                    |                    |                    |
| Competitie            | Aantal             | Jaren              |                    |                    |
| Rode Ster Belgrado    | Rode Ster Belgrado | Rode Ster Belgrado | Rode Ster Belgrado | Rode Ster Belgrado |
| --------------------- | ------------------ | ------------------ | ------------------ | ------------------ |
| Prva Liga             | 2x                 | 1987/88, 1989/90   |                    |                    |
| Beker van Joegoslavië | 1x                 | 1989/90            |                    |                    |
| Olympique Marseille   |                    |                    |                    |                    |
| Internationaal        |                    |                    |                    |                    |
| UEFA Champions League | 1x                 | 1992/93            |                    |                    |
| Nationaal             |                    |                    |                    |                    |
| Division 1            | 1x                 | 1990/91            |                    |                    |
| Nagoya Grampus Eight  |                    |                    |                    |                    |
| Emperor's Cup         | 2x                 | 1995, 1999         |                    |                    |

| Competitie                      | Winnaar     | Winnaar     | Runner-up   | Runner-up   | Derde       | Derde       |
| Competitie                      | Aantal      | Jaren       | Aantal      | Jaren       | Aantal      | Jaren       |
| Joegoslavië                     | Joegoslavië | Joegoslavië | Joegoslavië | Joegoslavië | Joegoslavië | Joegoslavië |
| ------------------------------- | ----------- | ----------- | ----------- | ----------- | ----------- | ----------- |
| Olympisch kampioenschap voetbal |             |             |             |             | 1x          | 1984        |

Als trainer
| J1 League      | 1x | 2010 |
| Xerox Supercup | 1x | 2011 |

- Stojković won tal van individuele prijzen in zijn loopbaan als speler en trainer.

- Bibliotheek van het Japanse parlement: 00621519
- Virtual International Authority File: 251795534

1 Dmitrović ·
2 Pavlović ·
3 Eraković ·
4 Milenković ·
5 Veljković ·
6 Maksimović ·
7 Radonjić ·
8 Gudelj ·
9 Mitrović ·
10 Tadić  ·
11 Jović ·
12 Rajković ·
13 Mitrović ·
14 Živković ·
15 Babić ·
16 Lukić ·
17 Kostić ·
18 Vlahović ·
19 Račić ·
20 S. Milinković-Savić ·
21 Đuričić ·
22 Lazović ·
23 V. Milinković-Savić ·
24 Ilić ·
25 Mladenović ·
26 Grujić ·
Coach: Stojković
1 Rajković ·
2 Pavlović ·
3 Stojić ·
4 Milenković ·
5 Maksimović ·
6 Gudelj ·
7 Vlahović ·
8 Jović ·
9 Mitrović ·
10 Tadić  ·
11 Kostić ·
12 Petrović ·
13 Veljković ·
14 Živković ·
15 Babić ·
16 Mijailović ·
17 Ilić ·
18 Ratkov ·
19 Samardžić ·
20 S. Milinković-Savić ·
21 Gaćinović ·
22 Lukić ·
23 V. Milinković-Savić ·
24 Spajić ·
25 Mladenović ·
26 Birmančević ·
Coach: Stojković